# Tamiops
Tamiops é um gênero de roedores da família Sciuridae.

## Espécies
- Tamiops mcclellandii (Horsfield, 1840)
- Tamiops maritimus (Bonhote, 1900)
- Tamiops rodolphii (Milne-Edwards, 1867)
- Tamiops swinhoei (Milne-Edwards, 1874)